# Gliadine
Gliadine is een groep glycoproteïnes die gevonden wordt in tarwe en andere granen. Gliadine vormt samen met glutenine het eiwit gluten. Glutenines en gliadines vormen de belangrijkste opslageiwitten in tarwe, en maken circa 63–90% van alle  eiwitten in tarwe uit, in een onderlinge verhouding van ongeveer 1:1 in gewone tarwe. 
Bij het deegmaken is gliadine van belang voor de viscositeit van het deeg en glutenine bepaalt de elasticiteit of sterkte. De exacte verhouding tussen viscositeit (rekbaarheid) en elasticiteit (sterkte van het deeg) is belangrijk bij het maken van brood.
Gliadine kan, net als glutenine, zwavelbruggen vormen tussen verschillende moleculen, waardoor grote eiwitcomplexen ontstaan die slecht gesplitst kunnen worden door proteolytische enzymen in het maag-darmkanaal. 
Gliadines kunnen in drie groepen worden onderverdeeld: α/β-gliadines, γ-gliadines en ω-gliadines.
De ω-gliadines zijn het grootst (46-74 kDa (kilodalton)), en bestaan grotendeels uit repeterende sequenties van de aminozuren glutamine en proline. Door het (vrijwel) ontbreken van het zwavelhoudende aminozuur cysteïne zijn ω-gliadines niet in staat om zwavelbruggen te vormen. De α-, β- en γ-gliadines hebben een lager molecuulgewicht (30-45 kDa) en zijn relatief rijk aan cysteïne. De α- en β-gliadines zijn nauw verwant en worden vaak samen α-gliadines genoemd.  
De α/β- en γ-gliadines komen het meeste voor, terwijl de ω-gliadines in veel kleinere hoeveelheden voorkomen. De verhouding tussen (relatief) zwavelrijke (α/β- en γ-gliadines) en zwavelarme gliadines (ω-gliadine) is bepalend voor de structuur en functionaliteit van gluten in tarweproducten.
Gliadine-epitopen uit tarwegluten en verwante prolamines uit andere glutenbevattende granen, zoals rogge en gerst, kunnen coeliakie en dermatitis herpetiformis veroorzaken in daarvoor genetisch gevoelige personen. Met name de α-gliadines worden daarvoor verantwoordelijk gehouden, terwijl de γ-gliadines en glutenines veel minder overgevoeligheidsreacties oproepen. Afbraakproducten van gliadine verhogen de permeabiliteit van de darmwand door de vrijgifte van zonuline, een eiwit dat de tight junctions beschadigt, waardoor microbiële en voedingsantigenen de darmwand kunnen passeren, waarna ze een interactie aangaan met het immuunsysteem.
Een hoog percentage gliadine in graan, geeft het een lage voedingswaarde omdat gliadines een erg slechte bron zijn van lysine, tryptofaan en zwavelhoudende aminozuren.